# 飛躍
「飛躍」（ひやく）は、日本プロサッカーリーグのオフィシャルソングである。

## 概要
- リーグ創設10周年に当たる2003年に発表され、3月19日にCD・DVDとしてリリースされた。
- CD+DVDの完全限定生産盤[1]と、CDのみの通常盤、DVDのみの通常盤の3タイプが存在する。
- ジャケットにはそれぞれ高橋陽一によるイラストが描かれている。
- CDの収益の一部は「Jリーグ百年構想―スポーツ文化の確立を目指して―」にのっとり、子供達の心身の健全な育成、地域のスポーツの活性化のために使われる。

## J-100 について

### 概略
- J-100（ジェイ・ワンハンドレッド）は当時のJリーグ28クラブからの代表選手1名ずつとゴスペラーズによるスペシャルユニット。
- ユニット名は「Jリーグ百年構想」に由来する。シングルのタイトル「飛躍」は「100（ひゃく）」をかけている。

### J-100に参加した選手（所属は当時）
- 小村徳男（ベガルタ仙台）
- 中田浩二（鹿島アントラーズ）
- 山田暢久（浦和レッドダイヤモンズ）
- 中西永輔（ジェフユナイテッド市原）
- 明神智和（柏レイソル）
- 茂庭照幸（FC東京）
- 三浦淳宏（東京ヴェルディ1969）
- 松田直樹（横浜F・マリノス）
- 森岡隆三（清水エスパルス）
- 中山雅史（ジュビロ磐田）
- 藤本主税（名古屋グランパスエイト）
- 平井直人（京都パープルサンガ）
- 宮本恒靖（ガンバ大阪）
- 森島寛晃（セレッソ大阪）
- 土屋征夫（ヴィッセル神戸）
- 吉田孝行（大分トリニータ）
- 大森健作（コンサドーレ札幌）
- 高橋健二（モンテディオ山形）
- 栗田泰次郎（水戸ホーリーホック）
- 川島永嗣（大宮アルディージャ）
- 浦上壮史（川崎フロンターレ）
- モネール（横浜FC）
- 吉野智行（湘南ベルマーレ）
- 倉貫一毅（ヴァンフォーレ甲府）
- 野澤洋輔（アルビレックス新潟）
- 上村健一（サンフレッチェ広島）
- 篠田善之（アビスパ福岡）
- 矢部次郎（サガン鳥栖）

## 収録曲
作詞：安岡優 / 作曲：村上てつや / 編曲：小西貴雄
- CD収録曲

1. 飛躍
2. 飛躍（オリジナル・カラオケ）

- DVD収録曲

1. 飛躍 PV